# Заклепа, Кирилл Петрович
Кирилл Петрович Заклепа (1906—1972) — советский военный лётчик, в годы Великой Отечественной войны командир 311-й штурмовой авиационной дивизии 1-й воздушной армии 3-го Белорусского фронта. Герой Советского Союза (19.04.1945). Полковник (04.06.1945).

## Молодость и довоенная служба
Родился 14 февраля 1906 года в селе Поташ Уманского уезда Киевской губернии Российской империи (ныне Тальновского района Черкасской области Украины) в крестьянской семье. Украинец. Член ВКП(б) с 1929 года.
Свою трудовую деятельность Кирилл Заклепа начал в 1916 году пастухом у сельского священника. В 1917 году семья получила три гектара земли и Кирилл стал работать в своём хозяйстве. Закончил неполную среднюю школу, в 1933 году сдал экстерном экзамены за полную среднюю школу.
В августе 1928 года был призван в ряды Красной Армии. Служил в 4-м Харьковском кавалерийском полку Червоного казачества 1-й Запорожской имени Французской компартии Червонного казачества кавалерийской дивизии Украинского военного округа (полк дислоцировался в Проскурове): курсант полковой школы, командир отделения, помощник командира взвода, старшина эскадрона. В 1933 году окончил Кировоградскую кавалерийскую школу, назначен командиром взвода 70-го кавалерийского полка 4-й отдельной кавалерийской бригады Ленинградского военного округа, дислоцировавшийся в Селищивских казармах Ленинградского военного округа, откуда был командирован на курсы снайперов, после окончания которых был назначен командиром снайперского эскадрона этого же полка.
В январе 1935 года был переведён в ВВС РККА и направлен на обучение в 2-ю военную школу лётчиков имени Осоавиахима в Борисоглебске, которую окончил в 1936 году. С декабря 1936 года служил в 4-й отдельной химической авиационной бригаде ВВС Сибирского военного округа (Красноярск): командир звена, командир авиаотряда, заместитель командира эскадрильи. В марте 1938 года направлен учиться в академию. В 1941 году окончил командный факультет Военной академии командного и штурманского состава ВВС РККА. По его окончании в мае 1941 года назначен заместителем командира 313-го отдельного разведывательного авиационного полка ВВС Западного Особого военного округа. Полк базировался под Минском.

## Великая Отечественная война
В боях Великой Отечественной войны с июня 1941 года. В составе полка участвовал в Белостокско-Минском и Смоленском оборонительных сражениях. В августе полк был выведен на переформирование, а капитан К. П. Заклепа был направлен в 1-ю запасную авиационную бригаду, где в кратчайший срок сформировал 569-й штурмовой авиационный полк. В октябре 1941 года полк вошёл в состав ВВС Калининского фронта, участвовал в битве за Москву до марта 1942 года. В августе 1942 года назначен старшим инспектором по технике пилотирования и заместителем командира 3-й авиационной бригады Резерва Верховного Главнокомандования.
С мая 1943 года — командир 6-го гвардейского штурмового авиационного полка 3-й воздушной армии Калининского фронта (с октября 1943 — 1-го Прибалтийского фронта). Участвовал в Смоленской, Невельской, Городокской, Витебской, Белорусской, Прибалтийской наступательных операциях.
С ноября 1944 года — командир 311-й штурмовой авиационной дивизии 1-й воздушной армии 3-го Белорусского фронта. Участвовал в Восточно-Прусской наступательной операции и в штурме Кёнигсберга. К апрелю 1945 года подполковник К. П. Заклепа совершил 124 боевых вылета. Нанёс врагу большой урон в живой силе и боевой технике.
Указом Президиума Верховного Совета СССР от 19 апреля 1945 года за умелое командование дивизией при разгроме кёнигсбергской группировки противника, личную храбрость и отвагу подполковнику Кириллу Петровичу Заклепе присвоено звание Героя Советского Союза с вручением ордена Ленина и медали «Золотая Звезда».

## Послевоенная служба
После окончания Великой Отечественной войны продолжал службу в Военно-воздушных силах, ещё больше года командовал этой дивизией. С августа 1946 года — заместитель командира 96-й штурмовой авиадивизии в 10-й воздушной армии Дальневосточного военного округа. С декабря 1948 года — заместитель командира по лётной подготовке 186-й штурмовой авиационной дивизии 45-й воздушной армии Забайкальского военного округа, с ноября 1950 года — командир 74-й штурмовой авиационной дивизии там же, с ноября 1951 — заместитель командира этой дивизии. С декабря 1952 года командовал 186-й штурмовой авиационной дивизией 22-й воздушной армии. С декабря 1956 года служил начальником штаба — первым заместителем командира 88-го истребительного авиационного корпуса ПВО 52-й воздушной истребительной армии ПВО. С мая 1958 года полковник К. П. Заклепа — в запасе.
Жил в Киеве. Работал директором завода «Укргазнефтестрой». Скончался 30 ноября 1972 года. Похоронен на Лукьяновском военном кладбище.

## Награды
- Герой Советского Союза (19.04.1945, медаль «Золотая Звезда» № 6243)[2];
- два ордена Ленина (19.04.1945[2], 20.04.1953[3]);
- четыре ордена Красного Знамени (7.07.1943[4], 9.10.1944[5], 15.11.1950[3], 30.12.1956[3]);
- орден Александра Невского (3.12.1943)[6];
- два ордена Красной Звезды (3.11.1944, 16.10.1957)[3];
- медали СССР

других государств
- Крест лётных заслуг (США, 25.01.1945)[7]